# タカシェンカ
情熱サーカスアーティスト　タカシェンカ（たかしぇんか　TAKASHENKA Acrobat&juggling circus artist   JAPAN ）は日本のサーカスパフォーマーである。福岡県出身。芸能活動はフリーランスでサーカスパフォーマンスと大道芸を行なう。1982年8月19日生まれ。身長173cm、血液型A型。

## 概略
- 福岡県北九州市出身。福岡県立門司高等学校普通科中退後に沢入国際サーカス学校に入学。2年半後にウクライナ国立サーカス学校に留学し、帰国後本格的にプロ活動を開始。
- 2002年、第一回九州ジャグリング選手権準優勝。同年に沢入国際サーカス学校の、元世界チャンピオンのアクロバットコーチ、ナジェイジュダ　ニコラエブナに師事。倒立をメインとしたアクロバットを習得。
- 2004年、ウクライナ国立サーカス学校に留学し、往年のジャグリングコーチ、ユーリ　ポズニャコフに師事。類を見ないトライアングルジャグリングを伝承される。
- 2006年、アジア人として初の卒業公演に参加。6月に帰国。同年8月にアメリカで行われたInternational Jugglers' Association festival通称ジャグリング世界大会でファイナリストになる。同年11月大道芸ワールドカップin静岡のON部門に参加。この2つのビックイベントを足掛かりとし本格的なプロ活動を開始
- 2007年、8月にドイツで行われた。SOLyCIRCO international circus festivalに日本人として初参加。
- 2008年、7月アメリカで行われたInternational Jugglers' Association festival通称ジャグリング世界大会で総合4位。同年に福岡で行われた RKB主催大道芸祭りにて人気投票1位を獲得。
- 2009年、7月アメリカで行われたInternational Jugglers' Association festival通称ジャグリング世界大会でファイナリスト。道具別2位。総合7位。同年 台湾で行われた国際雑技大会(PHE cup)にてゲストパフォーマンス。10月には中国の南京水遊城にて2週間の単独公演をする。
- 2010年、5月台湾で行われた国際雑技大会(PHE cup)にて銀賞。10月Japan Juggling Festival通称ジャグリング全国大会にてゲストパフォーマンス。
- 2011年 中国 南京、天津水遊城にて2週間の単独公演。
- 2012年、7月アメリカで行われたInternational Jugglers' Association festival通称ジャグリング世界大会でファイナリスト。総合7位。

## 人物
- 各種イベント・パーティーのアトラクション、ブライダル・婚礼の演出アイテムとして、ホテル・イベント会場・施設・競輪、競艇を主とした公営競技　各種店舗などでアクロバット、ジャグリング、コメディを行うサーカスパフォーマー。
- 業界でも特に珍しくハイレベルな倒立芸とジャグリング芸を両立する。この二つは筋肉の使い方が正反対のため、ひとつのショーの中でハイレベルに両立できるパフォーマーは世界でも稀有。
- 日本人で唯一、世界でもウクライナ時代の兄弟子しかやっていないトライアングルジャグリングを行う。
- パフォーマンスショーの出演依頼・出張・派遣は世界中に可能である。
- 言語英語ロシア語北京語にも堪能で、2008年、2009年、2012年度は世界大会の一部日本人選手の引率も務める。
- グラフィックデザインやWebデザイン、コーディングも得意とする。
- 趣味はピアノ。

## メディア出演
- FBS福岡放送   『めんたいワイド』（2007年）
- KBC九州朝日放送　『ドォーモ』（2007年）
- TVQ九州放送　『きらり九州めぐり逢い』 （2007年）
- FBS福岡放送　『ナチコラル学園』　（2009年12月24日）
- 日テレ　『ズームイン!!SUPER』お正月特番（2011年1月）
- スカパー!　『SPEEDチャンネル』　（2007-2012年11月）